# Catharina von Ahlefeldt
Catharina von Ahlefeldt (geborene von Pogwisch) (* auf Gut Maasleben; † 1562) war Erbherrin von Haseldorf, Haselau, auf Gut Seestermühe und Gut Seegaard bei Kliplev.

## Leben
Sie war eine Tochter des Benedikt (Bendix) von Pogwisch († 1500 in der Schlacht bei Hemmingstedt) aus dem Hause Maasleben und der Berta von der Wisch. Sie erbte die Güter Haseldorf, Haselau mit der Haseldorfer Marsch, das Gut Seestermühe mit der Seestermüher Marsch und das Gut Seegaard bei Kliplev von ihrem Ehemann Friedrich von Ahlefeldt. Mit ihm hatte sie vier Kinder, unter ihnen waren auch Benedikt von Ahlefeldt, Hans von Ahlefeldt und Wulff von Ahlefeldt.
Sie galt als tatkräftige Frau und leitete die Güter nach dem Tode ihres Mannes. Anderseits war sie hartherzig und ging unbarmherzig mit ihren Bauern um. Mit der gräflichen Herrschaft in Pinneberg führte sie mehrere Prozesse wegen der Torfgewinnung. Sie ließ eigenmächtig die Orgel aus der Haselauer Kirche entfernen, um sie nach einer Umarbeitung nach ihren Vorstellungen wieder in die Kirche einbauen zu lassen.
Im Jahr 1542 legte sie ihren Bediensteten in Haseldorf ungewöhnliche Hofdienste auf. Wer sich wehrte, wurde entweder eingesperrt oder schikaniert. Hilfesuchend wandten sich die Drangsalierten an König Christian III. und verklagten Catharina von Ahlefeldt, woraufhin der König ihr diesen harten Umgang verbot. Sie wurde wütend und ließ die Kläger einsperren. Daraufhin wollten die Bediensteten ihr nicht mehr dienen und wehrten sich mit Gewalt. Schließlich musste der König erneut als Richter einschreiten. 1548 und 1562 mussten kaiserliche Kommissionen die Streitigkeiten beenden. Nach einer alten Chronik soll ihre Herrschaft die schlimmste Zeit für die Marschbewohner gewesen sein. 
1551 trat Catharina von Ahlefeldt ihre Güter in einem Teilungsrezess an ihre drei Söhne ab.